# Raduškevičius-Paleis

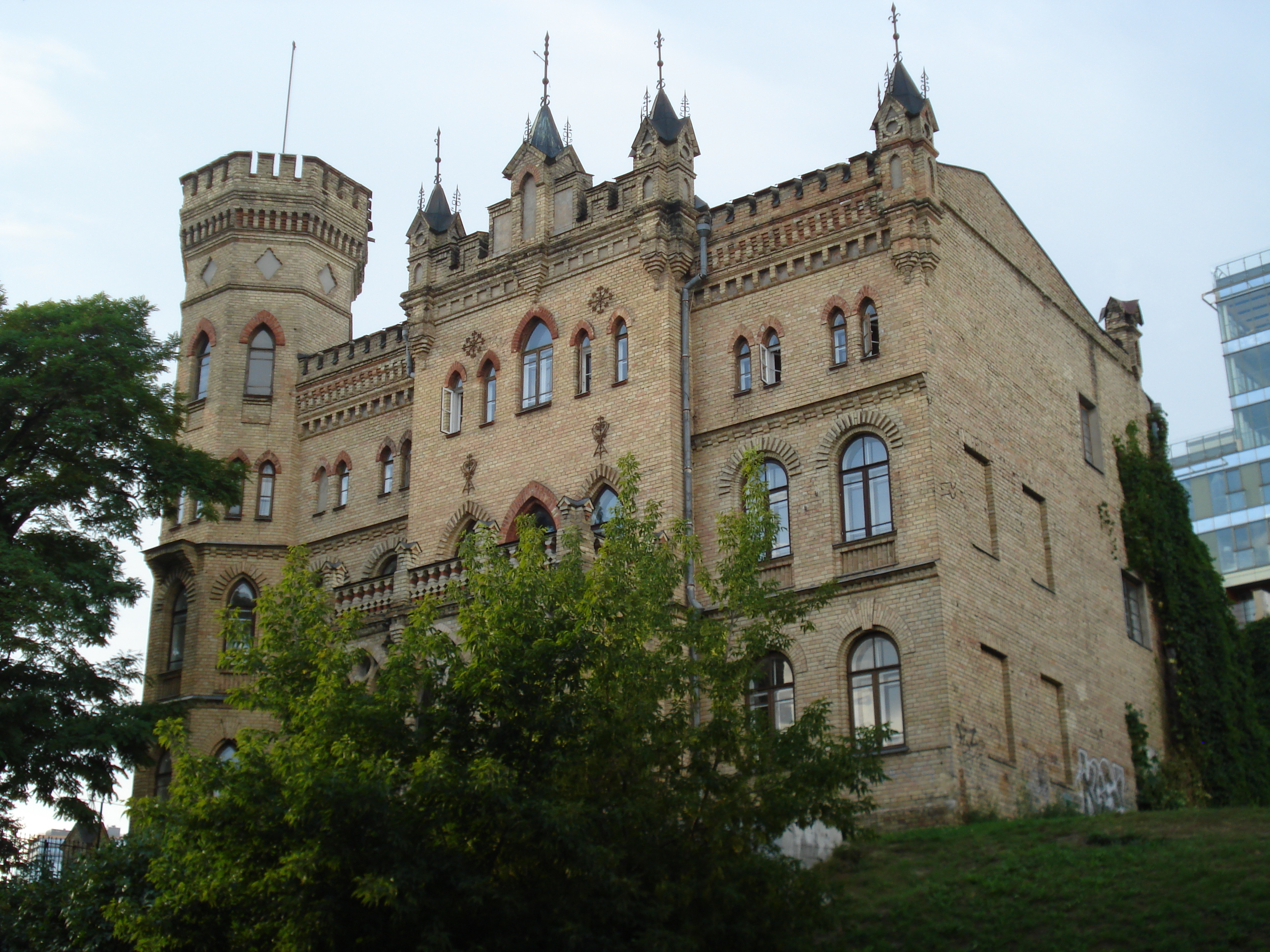
Raduškevičius-Paleis in 2007

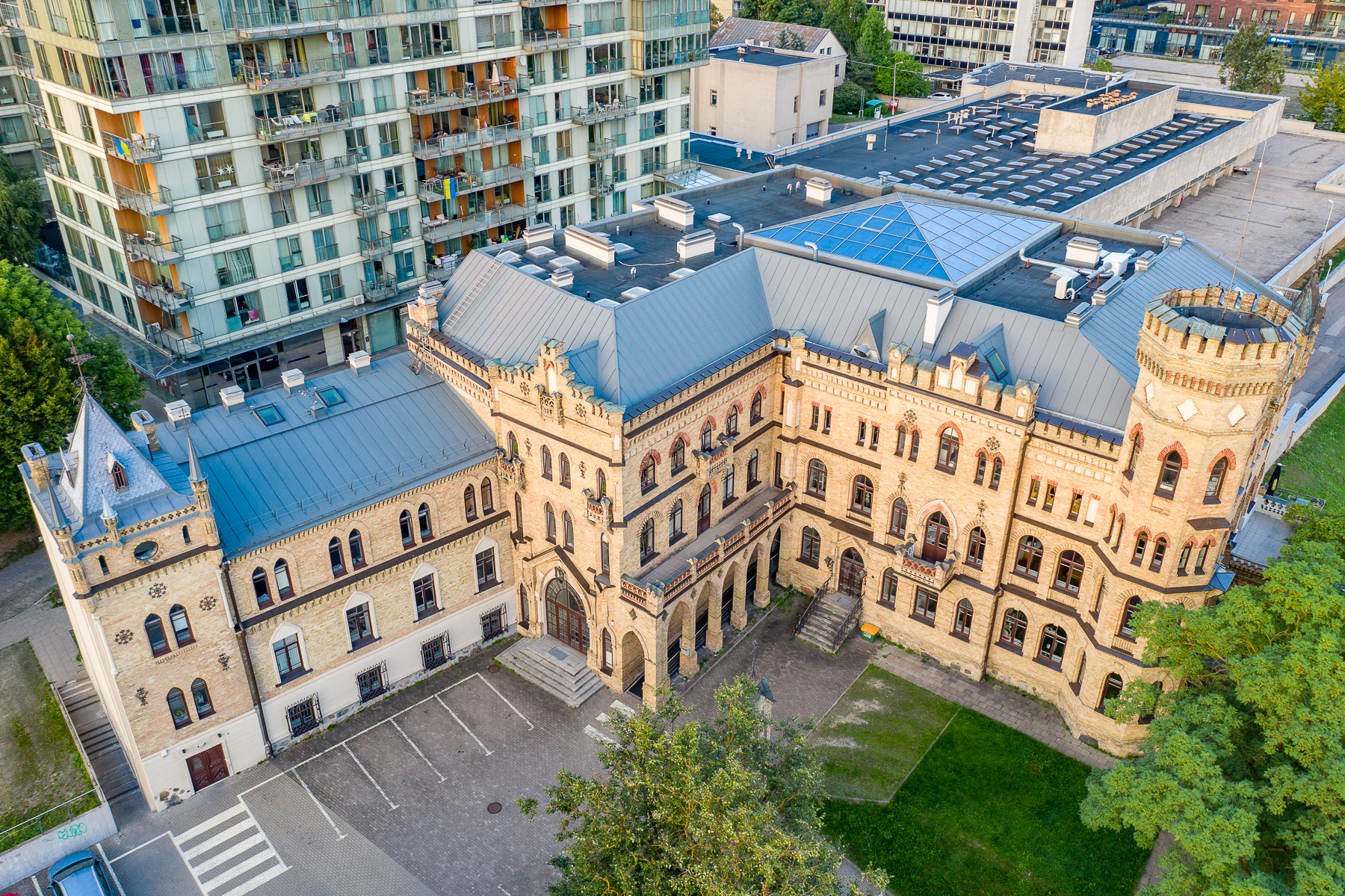
Raduškevičius-Paleis in 2023

Het Raduškevičius-Paleis is een gebouw in neogotische stijl in Vilnius, Kalvarijų st. 1, op de rechteroever van de Neris, bij de Groene Brug. Sedert 2004 is het de zetel van de Litouwse Architectenvereniging.

## Geschiedenis
Het paleis werd gebouwd in de jaren 1894–1897 in opdracht van de arts Hilarijus Raduškevičius (Raduszkiewicz volgens de Poolse schrijfwijze) naar plannen van architect Julianas Januševskis.
Na de dood van Raduškevičius in 1900 wisselde het gebouw herhaaldelijk van eigenaar en gebruiker. In 1911 kwam het in het bezit van de koopman Don Israel. In 1923 werd het gekocht door de gebroeders Singer, eigenaars van een glasfabriek. In de jaren 1930 werd het paleis verdeeld in 21 woningen. Na de Tweede Wereldoorlog was er een pedagogisch instituut gevestigd.
In 1962–1963 werden de westelijke en noordwestelijke delen gesloopt, bijna de helft van het geheel. Volgens de ene bron gebeurde dit met het oog op de verbreding van de straat, volgens een andere bron omdat de bouwstijl de toenmalige machthebbers niet beviel.
In 1984-1985 paste architect Vytautas Gabryunasa het paleis aan aan de behoeften van de architectenvereniging.
Een volgend moderniserings- en heropbouwproject werd in 2013 voltooid. De bruikbare oppervlakte werd hierbij vergroot van 1640 tot 2320 vierkante meter.